# Estación Invernal y de Montaña Valgrande-Pajares
La Estación Invernal y de Montaña Valgrande-Pajares es una estación de esquí situada en la cordillera Cantábrica, en el concejo de Lena (Asturias, España).

## Descripción
Esta antigua estación de esquí que fue abierta el 17 de enero de 1954 está situada en lo alto del puerto de Pajares, en el límite entre las provincias de Asturias y León, motivo por el cual está perfectamente accesible a los principales núcleos de población de Asturias y León, ya que se encuentra a 75 Kilómetros de Gijón, a 90 kilómetros de Avilés y a 60 Kilómetros de Oviedo y León. Se accede a ella por el puerto de Pajares, carretera N-630, Ruta de la Plata (carretera Gijón - Sevilla).
Recientemente ha sufrido una remodelación mejorando sus servicios y ampliando la superficie esquiable, permitiendo la práctica del esquí alpino, esquí de fondo y snowboard. La zona de esquí se halla ubicada entre las laderas de Celleros, el Cuetu Riondu y Cuitunigru. En la Zona de Cuitunigru hay dos zonas bien diferenciadas, el Valle del Sol (comprendido por la Hoya de Cuitunigru, el Propio Valle, Los Pasos Martinelli y La Hoya) y el Tubu (Comprendido por el Tubo de Cuitunigru y Les Patines). 
En la temporada 2022-2023 se ha instalado un telecabina que da acceso a las cotas altas de la estación, siendo el único complejo invernal de la Cordillera Cantábrica en disponer de este tipo de remonte, que favorecerá el aprovechamiento de las instalaciones durante todo el año.

## Servicios
Ofrece los servicios de esquí habituales. Cuenta con dos albergues (incluyendo el universitario, propiedad de la Universidad de Oviedo) y habitaciones en régimen de hotel en la Cafetería Telesilla). Además cuenta con los servicios básicos de cafetería (una en 1890 m y otra a 1450 m), restauración, clínica médica, escuela de esquí, alquiler de equipos, megafonía, etc. El antiguo Parador Nacional, localizado en el mismo alto del puerto de Pajares, se encuentra en estado de reconstrucción.

## La estación
La estación cuenta con 7 remontes: 1 telecabina (instalado en la temporada 2022-2023), 2 telesillas (ambos cuatriplazas, tras el desmantelamiento de los telesillas biplaza Les Patines, Cuitu Negro y La Hoya) además de 2 telesquís y 2 cintas transportadoras, que dan acceso a 38 pistas balizadas. Además de un circuito de esquí de fondo de 7 kilómetros. Uno de los telesillas (biplaza), cerró en la temporada de 2015-2016 debido a su antigüedad. Otros dos telesillas biplaza, así como 3 telesquís fueron dados de baja en la temporada 2022-2023, como parte del conjunto de actuaciones contempladas en el plan director de la estación.
La zona baja de la estación (sector del Celleros) se encuentra, lamentablemente, en desuso y totalmente abandonada. Antes de comenzar la temporada 2009-2010, se anunció en prensa el desmantelamiento de la zona baja de la estación, es decir, del Sector "Celleros" que comprende los telesquís "Picarota", "Abedules" y "Dulce la Dueña". El cierre definitivo de la zona se debe a años de desuso de la zona por problemas territoriales (ya que estos terrenos son leoneses y la estación es de titularidad asturiana) y por el mal estado que presentan las pistas y remontes. El desmantelamiento total de la zona dejará a la estación con un total de 10 remontes mecánicos, 7 remontes (1 Telecabina, 2 Telesillas, 2 Telesquís y 2 cintas transportadoras de debutantes) distribuidos en toda el área central de la estación, la dominada por el Cuitunigru.
El área del Cuitunigru se divide en un total de 3 valles o sectores principales que comprenden el Valle del Sol, el Vallón y el Tubu.  A su vez, hablamos de otros "Subsectores" que tienen gran importancia en la estación como son: "Hoya de Cuitunigru", "Les Patines" (este último parcialmente desmantelado tras la retirada del telesquí homónimo) y "La Hoya - Urbanización" (que si bien sigue siendo el núcleo de servicios de la estación, ha perdido 2 telesquís que daban servicio a dicho área). Antaño, en esta área de La Hoya - Urbanización, tenía lugar el esquí nocturno durante los fines de semana.

## Remodelación temporada 2022-2023
A lo largo del verano de 2022, y de cara a la temporada invernal 2022-2023, se ejecuta la primera fase del plan director de la estación invernal Valgrande-Pajares. Dicho plan, no ejecutado todavía en su totalidad, consiste en:
- La instalación de un telecabina de 8 plazas, del fabricante austriaco Doppelmayr, que conecta la base de la estación con la cota máxima y sustituye a los telesillas Brañillín y Cuitu Negro (desmontado en 2017), acortando el trayecto en más de 15 minutos.
- La retirada de los telesquís de La Hoya, Arroyo y Valgrande, los dos últimos en desuso desde hace varias temporadas.
- El desmantelamiento de las pilonas del antiguo telesilla Cuitu Negro. Si bien el desmontaje del veterano remonte se había realizado en el verano de 2017, todavía no se habían retirado estos elementos.
- El desmantelamiento del telesilla Les Patines, debido a que se encuentra en una zona poco transitada, sin sistemas de nieve artificial y con unas condiciones de innivación menos favorables.
- El desmantelamiento del telesilla La Hoya de Cuitu Negro, que daba acceso al área de debutantes. En su lugar, se ha acortado el telesilla Brañillín (sustituido por el nuevo telecabina), que anteriormente daba servicio desde la base de la estación hasta la cota máxima, para cubrir el mismo tramo que anteriormente cubría el citado remonte.

Queda pendiente proyectar el futuro Telesilla Vallón, que dará acceso a una zona a la que actualmente se accede mediante el telesquí Fuente la Reina, que parte del sector Valle del Sol. La instalación de dicho telesilla, tal como determina el plan director, acarreará el desmantelamiento del citado telesquí.

## La nieve artificial (cañones de nieve)
Valgrande-Pajares se va innovando y mejorando año a año y muestra de ello es su inversión en un moderno sistema de nieve artificial.
Ya en el año 2003 se instaló la primera fase de los cañones de nieve de Valgrande. Estos fueron unos veinte en la zona media de la estación. En el valle del Sol, en las pistas de La Hoya y los Pasos Martinelli. Ya al año siguiente se completó el sistema de nieve, con 29 cañones más, llegando a los 49 cañones de nieve, en una superficie de 3 km innivados. Lo que la convirtieron en la estación del noroeste español con más km de pistas innivados.
A finales del año 2006 y con el inicio de la temporada 2006-2007, se inauguró la 3.ª fase del sistema de cañones de nieve artificial. Se amplia el sistema en el Stadium de competición, en la pista de "El Tubu". Con esta ampliación la estación cuenta ya con 82 cañones de nieve y 5,5 km completamente innivados. La importancia del sistema de nieve artificial quedó patente en la dicha temporada 2006-2007. La escasez de nieve, se vio combatida perfectamente por el gran funcionamiento del sistema de cañones. Un ejemplo claro fueron las buenas condiciones de esquí que presentó la estación durante las navidades de 2006, llegando a espesores máximos de medio metro de nieve (siendo récord europeo de espesor de nieve en diciembre de 2006 a cota 1500 m s. n. m.) y hasta 6 km de pistas abiertos, mientras otras estaciones vecinas, como San Isidro o Leitariegos apenas pasaban de 2 km de pistas abiertas y los 30 cm de espesor de nieve; y otras como Manzaneda permanecían cerradas.
En la temporada 2008 - 2009, continúan las inversiones en un sistema de nieve artificial de última generación. Se instalan nuevos cañones y se sustituyen algunos antiguos, tanto de alta y baja presión, en las pistas de la Hoya, los Pasos Martinelli y el Valle del Sol. Concretamente los cañones de baja presión, son del tipo T60, de la casa TechnoAlpin; siendo de los mejores cañones de nieve artificial que hay en la actualidad. De esta manera, Valgrande-Pajares se consolida como el referente de la cordillera Cantábrica en cuanto a un sistema nieve artificial de última tecnología, y uno de los principales a nivel nacional.
Actualmente, Valgrande-Pajares cuenta con cerca de 90 cañones de nieve artificial que innivan unos 5,5 km de pistas en los sectores del Valle del Sol y El Tubu. Los modelos de cañones utilizados en Valgrande-Pajares provienen de las casas SnowStar (Italiana) y TechnoAlpin (Alemana).
- SnowStar:
Cañones de alta presión: Modelo Pegasus (I y II generación)
Cañones de baja presión: Genius Top II Automatic, Vega
- TechnoAlpin:
Cañones de alta presión: TechnoAlpin A9
Cañones de baja presión: TechnoAlpin T60, TechnoAlpin M12, TechnoAlpin M18